# Montviette
Montviette ist eine französische Ortschaft im Département Calvados in der Normandie. Die bis zum 1. Januar 2017 eigenständige Gemeinde gehörte zum Arrondissement Lisieux und zum Kanton Livarot. Sie war Mitglied des Gemeindeverbandes Trois Rivières. Sie wurde durch ein Dekret vom 8. September 2016 mit Boissey, Bretteville-sur-Dives, Hiéville, Mittois, L’Oudon, Ouville-la-Bien-Tournée, Sainte-Marguerite-de-Viette, Saint-Georges-en-Auge, Saint-Pierre-sur-Dives, Thiéville, Vaudeloges und Vieux-Pont-en-Auge zur Commune nouvelle Saint-Pierre-en-Auge zusammengelegt. Seither ist sie eine Commune déléguée.
Nachbarorte sind Sainte-Marguerite-de-Viette im Norden, Saint-Michel-de-Livet im Nordosten, Le Mesnil-Bacley und Heurtevent im Osten, L’Oudon im Süden und Saint-Georges-en-Auge im Westen. Das Gebiet wird vom Fluss Viette durchquert. Die Gemeindegemarkung umfasste 6,62 km². Der tiefste Punkt der ehemaligen Gemeinde befand sich auf 109 und der höchste auf 195 Metern über Meereshöhe.

## Bevölkerungsentwicklung
| Jahr      | 1962 | 1968 | 1975 | 1982 | 1990 | 1999 | 2008 |
| --------- | ---- | ---- | ---- | ---- | ---- | ---- | ---- |
| Einwohner | 219  | 223  | 191  | 170  | 170  | 187  | 175  |

## Sehenswürdigkeiten

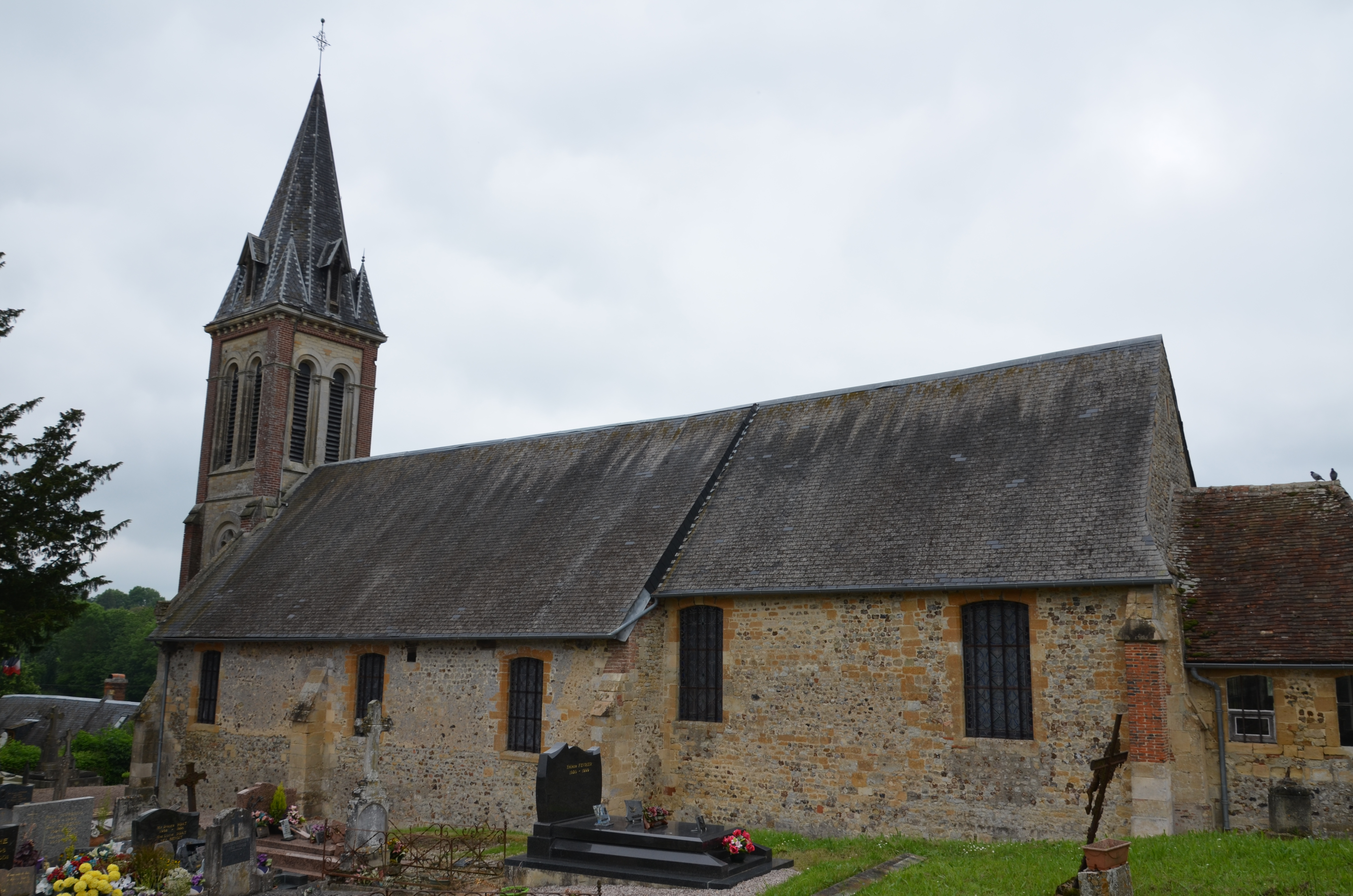
Kirche Notre-Dame

- Kirche Notre-Dame